# Соловьёв, Василий Евстафьевич
Василий Евстафьевич Соловьёв — советский самбист, призёр чемпионата СССР. Выступал за «Динамо» (Ленинград). Судья всесоюзной категории (1970). Участник Великой Отечественной войны. Гвардии майор. Старший преподаватель кафедры физкультуры ЛГУ имени А. А. Жданова.

## Биография
Увлёкся самбо ещё до войны. Был призёром чемпионата Ленинграда. В начале войны ему было поручено обучать приёмам борьбы ополченцев, десантников, отряд мастеров спорта. Обучение проходило в Политехническом институте, академии имени А. Ф. Можайского, Летнем и Михайловском садах.
1 января 1942 года добровольцем ушёл на фронт. Служил пулемётчиком в 43-й стрелковой дивизии Ленинградского фронта. В 1942—1943 годах участвовал в боях под Колпино, Синявино, прорыве блокады Ленинграда. В 1944 году в составе 2-й ударной армии под Ораниенбаумом участвовал в боях за полное снятие блокады Ленинграда. Освобождал Ропшу, Волосово, форсировал Неву, воевал на Нарвском пятачке. В ходе боёв был ранен и контужен.
После снятия блокады был курсантом танкового училища в Ульяновске. В 1945 году окончил курсы и был направлен в Монголию в должности механика-водителя и командира танка ИС-3. В 1947—1950 годах учился в Военном институте физкультуры. После учёбы, в 1950—1961 годах служил в железнодорожных войсках, был начальником физической подготовки в железнодорожном корпусе в Перми и на целине.

## Награды
- Орден Отечественной войны II степени (6 ноября 1985);
- Орден Красного Знамени;
- Медаль «За оборону Ленинграда» (6 июля 1943);

## Спортивные результаты
- Чемпионат СССР по самбо 1950 года — ;